# Trattato di Dovydiškės
Il trattato di Dovydiškės (in lituano: Dovydiškių sutartis; in tedesco: Vertrag von Daudisken), Daudiske o Daudisken fu un accordo segreto firmato il 31 maggio 1380 tra Jogaila, il Granduca di Lituania, e Winrich von Kniprode, il Gran maestro dei cavalieri teutonici. L'intesa venne sottoscritta in funzione contraria allo zio di Jogaila, Kęstutis, e il suo effetto fu quello di scatenare una guerra civile.

## Contesto storico
Il trattato fu firmato a poco tempo di distanza dalla morte del granduca Algirdas nel 1377. Quest'ultimo nominò suo figlio Jogaila come suo successore e non Kęstutis, suo fratello e co-sovrano. Kęstutis e suo figlio Vitoldo riconobbero il titolo di Jogaila e mantennero rapporti pacifici con lui anche quando il suo diritto al trono fu contestato da Andrej di Polack, il figlio maggiore di Algirdas. I cavalieri teutonici, nel frattempo, proseguirono la loro crociata contro la Lituania pagana. L'ennesima vasta campagna organizzata nell'inverno del 1378 si poneva come scopo quello di conquistare quante più terre possibili: mentre i teutonici raggiunsero Brėst e il fiume Pryp"jat', l'ordine di Livonia si diresse invece verso Upytė, nell'odierno Comune distrettuale di Panevėžys. Un altro contingente militare si diresse invece verso la capitale Vilnius. Kęstutis si offrì di negoziare una tregua scambiando alcuni prigionieri. Il 29 settembre 1379 a Trakai fu firmata una pace decennale e si trattò dell'ultimo documento che Kęstutis e Jogaila firmarono congiuntamente. Tuttavia, l'atto sottoscritto riguardava solo le terre cristiane nel sud, mentre le contee pagane di Kęstutis nella Lituania settentrionale e occidentale erano ancora vulnerabili agli attacchi teutonici. Nel febbraio 1380, Jogaila, senza aver contattato Kęstutis, stipulò una pace di cinque mesi con l'ordine di Livonia per proteggere i suoi domini lituani e Polock, una città in cui si era di recente insediato il suo rivale e fratello maggiore Andrej.

## Disposizioni
Per conferire all'incontro una parvenza di estraneità e assicurarsi la firma del trattato, i cavalieri teutonici invitarono i pagani a una battuta di caccia di cinque giorni nel maggio 1380. La controparte lituana era rappresentata da Jogaila e dal suo consigliere Vaidila, mentre Vitoldo prese parte con il suo consigliere Jonas Alšėniškis. La presenza di Vitoldo complicò ulteriormente le modalità di conclusione del trattato, poiché si dovette fare il possibile per evitare che questi fosse messo a conoscenza delle reali finalità dei negoziati. I teutonici inviarono il grosskomtur Rüdiger von Elner, il komtur di Elbing Ulrich von Fricke e il vogt di Dirschau Albrecht von Luchtenberg. Il luogo in cui si stipulò l'intesa è sconosciuto. Il nome Dovydiškės si riscontra solo nelle cronache di Wigand di Marburgo (Dowidisken). Il trattato stesso menziona Daudiske, un termine convertito in lingua tedesca come Daudiske o Daudisken. Tuttavia, non esiste o quanto meno non si è a conoscenza di nessun luogo che presenti un toponimo simile né in Lituania né in Prussia. Alcune teorie affermano che la firma fosse stata eseguita da qualche parte tra Kaunas e Insterburg o che il villaggio si chiamasse Šiaudiniškė (Szaudiniszki).
Le clausole dell'accordo erano, nel complesso, contorte e non del tutto chiare. Jogaila e i cavalieri decisero di non attaccarsi a vicenda e, in base ai termini del documento, Jogaila accettava di non intervenire nel caso in cui l'ordine avesse attaccato Kęstutis o i suoi figli. Non sarebbe stata considerata una violazione il fornire l'aiuto considerato necessario perché suo zio e i suoi cugini non s'insospettissero. Gli storici hanno evidenziato che il trattato fosse in qualche modo superfluo, in quanto le terre di Jogaila erano già salvaguardate dalla tregua decennale di Trakai, quella del 1379. Lo scopo principale è da rintracciarsi altrove, ovvero nella garanzia la neutralità dei cavalieri teutonici nella lotta per il potere tra Jogaila e i suoi fratelli, i duchi Andrej di Polack e Demetrio I Staršij, supportati dal Principe di Mosca Demetrio del Don. Jogaila, dopo aver assicurato i confini a ovest, si concentrò sull'oriente, come dimostra la sua alleanza con l'Orda d'Oro per l'imminente battaglia di Kulikovo contro la Moscovia. Il motivo reale per cui questo accordo venne stretto non è mai stato del tutto chiaro: qualche storico attribuisce la responsabilità a sua madre Uliana di Tver', mentre altri puntano il dito contro il suo consigliere Vaidila (morto nel 1381). Un punto di vista alternativo, forse più esauriente, tiene conto del contesto storico e si concentra sulla differenza generazionale: Kęstutis era vicino agli ottanta anni di vita ed era determinato a non accettare il cristianesimo (come era accaduto sin da quando si erano affermati i Gediminidi), mentre suo nipote era ne aveva cinquanta di meno ed era altrettanto determinato a trovare un modo per modernizzare il proprio paese e a convertirlo.

## Conseguenze
Nel 1381, senza che fosse stato violato il patto, i cavalieri teutonici invasero il Ducato di Trakai e di Samogizia, amministrate da Kęstutis. Durante le incursioni verso Trakai, i crociati impiegarono per la prima volta nelle loro incursioni delle bombarde e distrussero con tale strumento in maniera rapida Naujapilis, facendo circa 3.000 prigionieri. Successivamente gli attaccanti informarono Kęstutis del patto segreto di Jogaila, il quale si dimostrò incredulo e chiese spiegazioni al figlio Vitoldo: questi negò l'esistenza di un'intesa simile. Alla fine del 1381, Kęstutis decise di combattere contro Jogaila. Riuscì a raggiungere in tempi rapidi Vilnius e si dichiarò granduca, ma morì nell'agosto dell'anno successivo all'interno del castello di Krėva. La guerra civile che ne seguì si concluse nel 1384, anno in cui Vitoldo si riconciliò con il cugino Jogaila.